# Gare de Matzenheim
Gare de Matzenheim – stacja kolejowa w Matzenheim, w departamencie Dolny Ren, w regionie Grand Est, we Francji.
Obecnie jest stacjąSociété nationale des chemins de fer français (SNCF), obsługiwaną przez pociągi TER Alsace.

## Położenie
Znajduje się na wysokości 157 m n.p.m., na 22,848 km Strasburg – Bazylea, pomiędzy stacjami Erstein i Benfeld.

## Linia kolejowa
- Strasburg – Bazylea